# 劉毓珍
刘毓珍，顺天宁河县人。清朝官员。同进士出身。
雍正十一年（1733年）癸丑科三甲进士。乾隆三年（1738年）任福建邵武府建宁县知县。旧《建宁县志》入名宦传。